# Trente immortelles de Genève

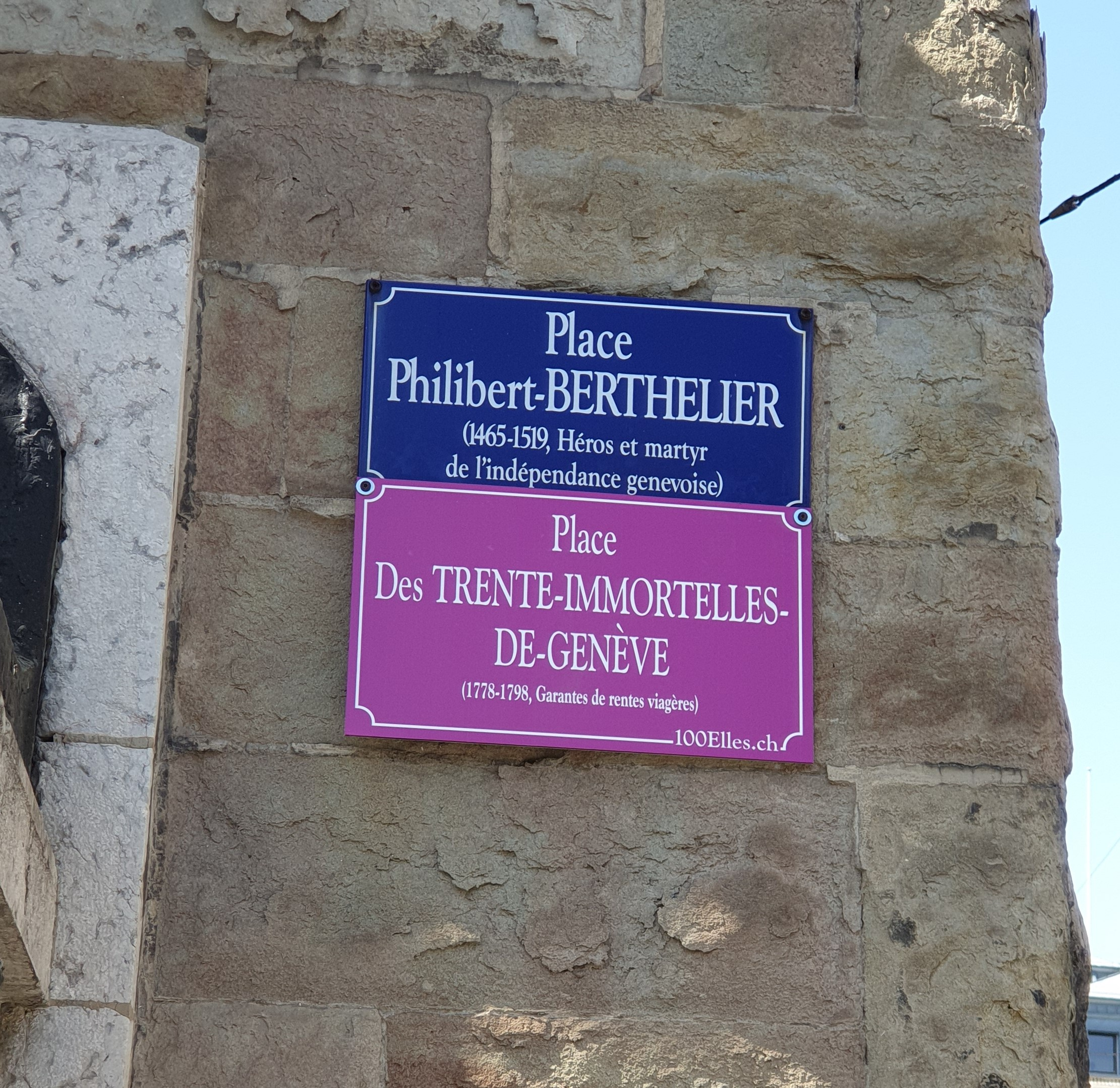
Plaque temporaire de rue installée à Genève en 2019 : « Place des Trente-immortelles-de-Genève ».

Les trente immortelles de Genève étaient trente jeunes filles ainsi surnommées car un grand emprunt public du roi de France Louis XVI, effectué sous forme de rentes viagères, dépendait de leur espérance de vie. Plus ces jeunes filles mourraient tard, plus la rente allait durer, augmentant les plus-values pour les prêteurs.

## Présentation
Marat, Mirabeau et Cambon ont dénoncé à la Révolution française le recours aux rentes viagères pour financer la dette publique et ceux qui l'ont utilisée pour spéculer sur les progrès dans la vaccination et la démographie.
Quand le Genevois Jacques Necker succède à l'Abbé Terray comme ministre des Finances de Louis XVI, Genève vient d'inventer une rente viagère sur des enfants : plus leur espérance de vie s'allonge, plus la rente se prolonge, prenant de la valeur. L'année précédente, en 1774, Benjamin Jesty a testé un vaccin amélioré contre la variole, qui cause encore le quart des décès. Pour réduire l'aversion au risque des investisseurs, Genève imagine un panier de trente rentes sur la tête de trente fillettes. L'une d'elles est la fille du médecin Louis Odier, qui conseille les banquiers de Genève. Une correspondance avec Anton de Haen lui a permis d'enquêter sur l'efficacité de la vaccination contre la variole à Londres depuis 1661, ville dont il extrapole les tables de mortalité. Louis Odier publie celles pour Genève, en 1777 et 1778, s'inspirant du mathématicien Daniel Bernoulli, selon qui vacciner contre la variole augmente de 3 ans l'espérance de vie globale de la population.
| Table de mortalité | Antoine Deparcieux | Théodore Tronchin | Pehr Wilhelm Wargentin | Thomas Simpson | Leonhard Euler | Johann Peter Süssmilch | Daniel Bernoulli | Louis Odier |
| Année              | 1746               | 1748              | 1749                   | 1752           | 1760           | 1761                   | 1763             | 1780        |
| Nationalité        | Français           | Genevois          | Suédois                | Anglais        | Suisse         | Prussien               | Suisse           | Genevois    |

En 1763, le Parlement de Paris avait interdit d'inoculer la variole, craignant que cela contrecarre la volonté de Dieu ou aggrave l'épidémie. Louis Odier pense qu'il y a plus de variole tout simplement parce qu'il y a plus d'habitants. Il croit aux progrès combinés de la démographie et de l'actuariat. Le terme d'espérance de vie vient d'être popularisé par son ami le mathématicien Nicolas Bernoulli, dont le frère Daniel Bernoulli, est précurseur des théories des Jeux et de l'aversion au risque, par le Paradoxe de Saint-Pétersbourg. Leonhard Euler vient d'inventer celui de démographie mathématique. Parmi ses autres amis mathématiciens, François-Étienne de La Roche et Louis Necker, qui travaille à Marseille pour la Banque Girardot de Jacques Necker. Dès 1779, les progrès dans l'espérance de vie causent la faillite de la caisse des veuves du duché de Calenberg : 723 bénéficiaires pour seulement 3 700 souscripteurs.
Appelé aux finances du Royaume, Jacques Necker émet sept rentes viagères en trois ans. En 1777, à 10 % sur une tête puis 8,5 % sur deux. En 1779 sur trois et quatre personnes. Et surtout en 1780, sur trente têtes. Il faut consentir un taux d'intérêt de 10 % en raison d'un gouffre financier : Louis XVI vient de s'engager dans la Guerre d'indépendance américaine. Pour éviter à tout prix d'augmenter les impôts Necker emprunte au total 530 millions de livres en trois ans, dont 386 millions par des rentes viagères. Il utilise aussi le mécanisme de la spéculation à prime, proche des options, pour tenter d'attirer des capitaux des Provinces-Unies , Gènes et d'Espagne.
La Révolution française découvre que l'espérance de vie classique d'une rente viagère, vingt ans, sera probablement triplée pour les « trente immortelles de Genève », malgré le décès de la première d'entre elles, Pernette Elisabeth Martin, le 16 juillet 1788, qui diminue donc la créance d'un trentième. « Les emprunts qu’a faits M. Necker doivent être considérés au nombre des plus chers, des plus mal organisés et des plus ruineux que la France ait été contrainte de payer », dénonce Mirabeau. 
Le 8 thermidor an II (26 juillet 1794), une violente polémique oppose Cambon à Robespierre sur le coût pour les finances publiques de ces rentes viagères, que Cambon veut liquider, ce qui risque de jeter des « bons citoyens » dans le champ de l'anti-Révolution selon Robespierre.

### Sélection des jeunes filles
Les personnes sur lesquelles les rentes sont souscrites doivent être dotées d'une espérance de vie la plus longue possible. Il s'agit donc de jeunes filles issues de parents sains. Les risques de décès dans l'enfance étant réduits par les vaccinations, les jeunes filles sont choisies de plus en plus jeunes, passant de 7-14 ans en 1774 à 4-7 ans quelques années plus tard et même dans leur première année. Elles doivent pouvoir être surveillées par les banquiers et sont donc régulièrement sélectionnées dans l'entourage de ceux-ci. Les frais médicaux sont pris en charge par les banquiers, et la population de Genève s’intéresse à leur santé, à la fois par leur notoriété (ce sont des filles de bonnes familles) que par le risque financier qu'elles représentent. Ce contrôle social et moral « laisse présager des existences passablement retenues ».
En ce qui concerne les trente choisies pour l'emprunt français, cette sélection est réussie, dans la mesure où 20 ans après la souscription, seules 2 jeunes filles sur 30 sont mortes, et que leur moyenne d'âge atteint 63 ans, malgré les temps difficiles liés à la révolution.

## Conséquences
La violente altercation entre Cambon et Robespierre coïncide avec le début de la chute de Robespierre, qui sera guillotiné le surlendemain. Cambon avait déjà proposé le 18 avril 1792 un Grand-Livre de la Dette publique, ce projet abouti par le vote d'une loi le 24 août 1793.
En 1793, Cambon convertit les rentes viagères des trente immortelles de Genève, ainsi que le reste des rentes viagères de la France, selon un barème de conversion négocié.